# Данило Комненовић
Данило Комненовић (Поплат, код Стоца, 20. март 1915 — Београд, 5. фебруар 2001) био је учесник Народноослободилачке борбе, генерал-потпуковник ЈНА и народни херој Југославије.

## Биографија
Родио се у селу Поплату, код Стоца 20. марта 1915. године. У Првом светском рату остао је без оца, па је терет издржавања шесторо деце, међу којима је Данило био најмлађи, пао његовој мајци Славици. Основну школу завршио је у свом родном месту, а четири разреда гимназије у Стоцу. Ступио је у војску 1932. године, где је након четворогодишњег школовања постао авиотехничар. Крајем тридесетих се прикључио акцијама које је водила Комунистичка партија Југославије (КПЈ).
Априлски рат га је затекао на служби у Југословенском ратном ваздухопловству, на аеродрому код Руме. Успео је да избегне заробљеништво и пробије се у свој родни крај, где се одмах повезао са члановима КПЈ и укључио у припреме народног устанка. У устанку у јуну 1941. године, учествовао је као командир Поплатске сеоске устаничке чете. У лето 1941. радио је на војној организацији устаничких чета које су биле задужене да штите народ у збеговима. У јесен 1941. године изабран је за првог командира Поплатске партизанске чете, са којом је до маја 1942. године учествовао у бројним акцијама против непријатељских снага на територији тадашњег столачког среза и у јужној Херцеговини.
Са херцеговачким партизанским одредом прешао је у јуну 1942. у Босну, а затим, 10. августа 1942, када је формирана 10. херцеговачка НОУ бригада, ушао у њен састав. Вршио је дужности десетара, командира вода и чете, да би на крају постао командант 5. батаљона 10. бригаде. У КПЈ је примљен почетком августа 1942. године. Истакао се у борбама за Купрес (11-14. августа 1942), око Посушја и Имотског, у борбама против четника код Прозора, око Турбета и Жепча у Босни. Учествовао је у борбама на Неретви и на Сутјесци. Прешавши са својим батаљоном Неретву, марта 1943, са својим борцима убацио се у позадину четника и нанео им губитке, што довело до њиховог повлачења са обале Неретве. У марту и априлу исте године учествовао је у борбама за ослобођење Невесиња, Гацка и Љубиња, а у ноћи 4/5. априла, на челу свог батаљона, продро у Столац и водио жестоке борбе са италијанско-четничким снагама. У бици на Сутјесци, успешно је одолевао нападима јединица немачке 7. СС дивизије на Крвавим брдима на Маглићу.
Дванаеста херцеговачка НОУ формирана је 16. новембра 1943. године, а Данило Комненовић постао је њен први командант. Крајем 1944. године постао је
први командант Босанскохерцеговачке дивизије Корпуса народне одбране Југославије (КНОЈ). Од септембра 1944. био је члан прве Обласне народноослободилачке скупштине за Херцеговину. Као командант Босанскохерцеговачке дивизије КНОЈ-а руководио је операцијом уништавања снага Драже Михаиловића, које су покушале да се пробију из Босне у ослобођену Србију.

### Послератни период
Након ослобођења Југославије, остао је у служби Југословенске народне армије (ЈНА). Завршио је Вишу војну академију ЈНА и обављао је низ дужности. Пензионисан је у чин генерал-потпуковника ЈНА у јануару 1973. године.
Преминуо је 5. фебруара 2001. године у Београду и сахрањен је у Алеји народних хероја на Новом гробљу у Београду.
Носилац је Партизанске споменице 1941. и других југословенских одликовања, међу којима су — Орден ратне заставе, Орден партизанске звезде са златним венцем, Орден заслуга за народ са златном звездом, Орден братства и јединства са златним венцем, Орден народне армије са златном звездом и Орден за храброст. Од иностраних, истичу се Партизански крст НР Пољске и совјетски Орден Суворова другог степена. Указом председника ФНР Југославије Јосипа Броза Тита, 23. јула 1952. године, проглашен је за народног хероја.